# Triancyra minuta
Triancyra minuta là một loài tò vò trong họ Ichneumonidae.